# Stevie Nicks
Stephanie Lynn "Stevie" Nicks (Phoenix, Arizona, 26. svibnja 1948.) je američka pjevačica i kantautorica.
Najpoznatija je po svom članstvu i radu u rock sastavu Fleetwood Mac, ali i po uspješnoj samostalnoj karijeri.                                                                                     
Zajedno s tadašnjim dečkom gitaristom Lindseyem Buckinghamom se pridružila ostalim članovima Fleetwood Maca 1975. godine s kojima je dvije godine kasnije snimila epohalan album Rumours - jedan od najprodavanijih albuma svih vremena. 
Nicks je bila nominirana za Grammy 7 puta, a osvojila ga je 1977. kao članica Fleetwood Maca za najbolji album godine. Primljena je u Rock and Roll Hall of Fame 1998. godine uz ostale članove matične grupe.
Godine 1981. izdaje svoj prvi samostalni album Bella Donna koji je ostvario platinastu naknadu te iste godine. Časopis Rolling Stone ju je po izlasku tog albuma proglasio vladajućom kraljicom rock'n'rolla.

## Diskografija

### Samostalno

#### Studijski albumi
- Bella Donna (1981.)
- The Wild Heart (1983.)
- Rock a Little (1985.)
- The Other Side of the Mirror (1989.)
- Street Angel (1994.)
- Trouble in Shangri-La (2001.)
- In Your Dreams (2011.)
- 24 Karat Gold: Songs from the Vault (2014.)

#### Albumi uživo
- The Soundstage Sessions (2009.)

#### Kompilacijski albumi
- Timespace – The Best of Stevie Nicks (1991.)
- Enchanted (3 CD box set) (1998.)
- Crystal Visions – The Very Best of Stevie Nicks (2007.)

### KaoBuckingham Nicks
- Buckingham Nicks (1973.)

### Uz Fleetwood Mac
- Fleetwood Mac (1975.)
- Rumours (1977.)
- Tusk (1979.)
- Live (1980.)
- Mirage (1982.)
- Tango in the Night (1987.)
- Greatest Hits (1988.)
- Behind the Mask (1990.)
- 25 Years – The Chain (2 CD & 4 CD Boxset) (1992.)
- The Dance (1997.)
- The Very Best of Fleetwood Mac (2002.)
- Say You Will (2003.)
- Live in Boston (2004.)

## Vanjske poveznice
- Službena stranica
- Stevie Nicks na IMDb-u